# نوروسیس (گروه موسیقی)
نوروسیس (به انگلیسی: Neurosis) یک گروه پست متال آمریکایی از اوکلند، کالیفرنیا است. این گروه در سال ۱۹۸۵ توسط نوازندهٔ گیتار اسکات کلی، نوازندهٔ بیس دیو ادواردسون و نوازندهٔ درام جیسون رودر، در ابتدا به عنوان یک گروه کراست پانک تشکیل شد. چاد سالتر به عنوان نوازندهٔ گیتار دوم به گروه ملحق شد و در اولین آلبوم گروه درد ذهن در سال ۱۹۸۷ ظاهر شد و سپس استیو فون تیل در سال ۱۹۸۹ جایگزین او شد. سال بعد، این مجموعه بیشتر گسترش یافت و شامل یک نوازندهٔ کیبورد و یک هنرمند بصری شد. با شروع سومین آلبوم خود ارواح در صفر (۱۹۹۲)، نوروسیس صدای هاردکور خود را با استفاده از تأثیرات متنوع از جمله دوم متال و موسیقی اینداستریال تغییر داد و به یک نیروی اصلی در ظهور ژانرهای پست متال و اسلاج متال تبدیل شد.
ترکیب گروه در سال ۱۹۹۵ با اضافه شدن نوا لندیس، که جایگزین سایمون مک‌ایلروی در کیبورد و الکترونیک شد، تثبیت شد. در همان سال آنها گروه موسیقی تجربی Tribes of Neurot و در سال ۱۹۹۹ شرکت ضبط Neurot Recordings را تشکیل دادند. این ترکیب تا سال ۲۰۱۹ ثابت ماند اما زمانی که گروه پس از کشف سابقهٔ خشونت خانگی اسکات کلی علیه خانواده‌اش، راه خود را از کلی جدا کرد، اگرچه این موضوع تا اوت ۲۰۲۲ به دلیل احترام به حریم خصوصی اعضای خانواده کلی آشکار نشد، این گروه از آن زمان در وقفه بوده است و در حال حاضر هیچ اطلاعاتی در مورد ادامه یا انحلال گروه وجود ندارد.
نوروسیس در طول ۱۱ آلبوم استودیویی خود مورد توجه منتقدان قرار گرفته است. بی‌بی‌سی آنها را به بردن «موسیقی سنگین به فضاهای غیرقابل تصور قبلی … [و شکل‌دادن] پاسخ قطعی متال به قرن بیست و یکم» نسبت داد.

## سبک موسیقی و تأثیرات
نوروسیس به عنوان یک گروه هاردکور پانک شکل گرفت و ترکیبی از هاردکور و هوی متال را با الهام از پانک راک بریتانیایی اجرا کرد و به عنوان کراست پانک یا کراس‌اور ترش توصیف شد. قبلاً دومین آلبوم آنها کلمه به عنوان قانون (۱۹۹۰) موسیقی آوانگارد و اسلاج متال را در خود جای داده بود، ژانری که با وحشیانه‌های هاردکور و سنگینی عمیق دوم متال پیوند می‌خورد. پس از آن، گروه یک صدای اصلی را توسعه داد. گرگ موفیت از بی‌بی‌سی نوشت که از طریق یک «فرایند تکامل و اصلاح» که با سومین آلبوم آنها ارواح در صفر (۱۹۹۲) شروع شد و به پنجمین آلبوم آنها، از طریق نقره در خون (۱۹۹۶) ختم شد، آنها «موسیقی متال را به فضاهایی که قبلاً غیرقابل تصور بود بردند و در این فرایند چیزی را شکل دادند که تاکنون پاسخ قطعی متال به قرن بیست و یکم بوده است.»
سبکی که نوروسیس پیشگام شد، پست متال نامگذاری شده است، یک صدای «گسترده، پیشرو و اغلب آخرالزمانی»، «افزودن صداهای بیگانه، ابزارهای عجیب و غریب و عمق موسیقی امبینت به [رویکرد] خرد کنندهٔ احشایی» از اسلاج متال. صدای آنها نیز به عنوان آوانگارد متال، دوم متال، پست هاردکور، اینداستریال متال، درون متال، استونر متال، متال روانگردان، آلترناتیو متال، پراگرسیو متال، اکستریم متال و به عنوان عناصر به‌کارگیری فولک به کار می‌رود. استیو هیوی از آل‌موزیک آن را اسلاج حاوی اینداستریال، متال و آلترناتیو راک نامید، در حالی که کوری گرو از رولینگ استون آن را ترکیبی از «متال، پانک، اسلاج و آوانگارد» نامید.
وقتی در مصاحبه‌ای در سال ۲۰۰۰ از اسکات کلی پرسیده شد که تأثیرات گروه چیست، او اظهار داشت: «در این مرحله عمدتاً خودمان هستیم، اما پایه و اساس ما شامل بلک فلگ، پینک فلوید، Amebix، جیمی هندریکس، Die Kreuzen، کینگ کریمسون، ملوینز، سلتیک فراست و البته هنک ویلیامز است.» در مصاحبه‌های دیگر، اعضای گروه همچنین ترابینگ گریسل، جوی دیویژن، بلک سبث، Loop، کرس، Voivod، گادفلش، سوانز و Townes Van Zandt را به‌عنوان تأثیرگذار فهرست کردند. در سال ۲۰۰۷، استیو فون تیل اظهار داشت که از نظر غزلی او و اسکات کلی از ادبیات الهام گرفته‌اند و به نویسندگانی مانند کورمک مک‌کارتی، جک لندن و پل بولز اشاره می‌کند.
در مصاحبه‌ای با گاردین در سال ۲۰۱۶، گروه از گروه‌های آنارکو پانک بریتانیایی اوایل دههٔ ۸۰ نام برد که «مملو از تلخی، خشم و ترس بودند، اما همچنین میل به آزمایش پارامترهای پانک راک، اعم از صوتی، بصری یا ایدئولوژیک» را به‌عنوان یک تأثیر جمعی، از جمله دیسچارج، کرس عنوان کردند. هنرمندان دیگری از ژانرهای دیگر نیز مانند کیلینگ جوک سوانز، هاوک‌ویند و Townes Van Zandt ذکر شدند.
برخی از مفسران خاطرنشان می‌کنند که هم از نظر صوتی و هم از نظر غزلی، نوروسیس یک اثر عاطفی- معنوی شدید را منتقل می‌کند. یک جنبهٔ اسطوره‌ای در تصویرسازی آنها یا یک جنبهٔ آیینی در اجرای آنها وجود دارد. براندون گیست از مجلهٔ رولور نقل می‌کند که «کلی و فون تیل … دربارهٔ گروه خود با زبانی پررنگ، شبه مذهبی، شرف و شکوه صحبت می‌کنند. کلماتی مانند تعهد، فداکاری، تسلیم و روح زیاد به میان می‌آیند.»
بسیاری از گروه‌ها و هنرمندان، نوروسیس را به عنوان الهام‌بخش مهم ذکر کرده‌اند، از جمله Converge، اسلپ‌نات، Yob، آیسیس، مستودون، Amenra, Kylesa, Kylesa , Cobalt, Withered, Baroness, Oathbreaker, چلسی ولف، Palbearer و فول آو هل. تأثیر آن‌ها از طریق کنش‌هایی که ژانر پست متال را تعریف کرده‌اند، مانند آیسیس، Boris, Agalloch, Amenra، پلیکان و Deafheaven بازتاب می‌یابد.

## اعضا
| اعضای کنونی - دیو ادواردسون — گیتار بیس (۱۹۸۵–اکنون), خواننده (۱۹۹۲–۱۹۸۵)، همخوان (۱۹۹۲–اکنون)، سینث‌سایزر موگ (۲۰۰۰–۱۹۹۸، ۲۰۰۵–۲۰۰۴) - جیسون رودر — درام (۱۹۸۵–اکنون)، سازهای کوبه‌ای (۱۹۹۳–اکنون) - استیو فون تیل — گیتار، خواننده (۱۹۸۹–اکنون)، سازهای کوبه‌ای (۲۰۰۰–۱۹۹۳) - نوا لندیس — کیبورد، سینث‌سایزر، جلوه‌های صوتی، برنامه‌نویسی، نمونه‌برداری (۱۹۹۵–اکنون)، همخوان (۲۰۰۰–۱۹۹۸، ۲۰۰۶–اکنون) | اعضای پیشین - اسکات کلی — خواننده، گیتار (۲۰۱۹–۱۹۸۵)، سازهای کوبه‌ای (۲۰۰۰–۱۹۹۳) - چاد سالتر — گیتار، همخوان (۱۹۸۹–۱۹۸۶) - سایمون مک‌ایلروی — کیبورد، سینث‌سایزر، نمونه‌برداری، برنامه‌نویسی، تولید، همخوان (۱۹۹۵–۱۹۹۰)، هنر بصری (۱۹۹۳–۱۹۹۰) هنرمندان بصری - آدام کندال (۱۹۹۳–۱۹۹۰) - پیت اینک. (۲۰۰۰–۱۹۹۳) - جاش گراهام (۲۰۱۲–۲۰۰۰) |

## ترانه‌شناسی

### آلبوم‌های استودیویی
- درد ذهن (۱۹۸۷) Pain of Mind
- کلمه به عنوان قانون (۱۹۹۰) The Word as Law
- ارواح در صفر Souls at Zero (۱۹۹۲)
- دشمن خورشید (۱۹۹۳) Enemy of the Sun
- از طریق نقره در خون (۱۹۹۶) Through Silver in Blood
- تایمز آو گرس Times of Grace (۱۹۹۹)
- خورشیدی که هرگز غروب نمی‌کند (۲۰۰۱) A Sun That Never Sets
- نوروسیس و جاربو Neurosis & Jarboe (۲۰۰۳) (با جاربو)
- چشم هر طوفان (۲۰۰۴) The Eye of Every Storm
- با توجه به ظهور Given to the Rising (۲۰۰۷)
- افتخار در زوال یافت شد Honor Found in Decay (۲۰۱۲)
- آتش‌ها در درون آتش‌ها Fires Within Fires (۲۰۱۶)